# Quedius curtipennis
Quedius curtipennis är en skalbaggsart som beskrevs av Max Bernhauer 1908. Quedius curtipennis ingår i släktet Quedius, och familjen kortvingar. Arten är reproducerande i Sverige.